# Venom (película de 2018)
Venom es una película de superhéroes basada en el personaje de Marvel Comics, Venom. Es la primera película del Universo Spider-Man de Sony, fue dirigida por Ruben Fleischer a partir de un guion por el equipo de guionistas de Jeff Pinkner, Scott Rosenberg y Kelly Marcel. Tom Hardy protagoniza como Eddie Brock / Venom, junto a Michelle Williams, Riz Ahmed, Scott Haze y Reid Scott. En la película, Eddie, una periodista con dificultades, gana superpoderes después de convertirse en el anfitrión de Venom, un simbionte alienígena cuya especie planea invadir la Tierra.
Tras la aparición de Venom en Spider-Man 3 (2007), Sony Pictures intentó desarrollar una película derivada basada en el personaje de Venom, que se estancó debido a problemas con la franquicia en curso de Spider-Man de Sony. En marzo de 2016, el trabajo en una nueva versión que iniciaría un nuevo universo compartido con los personajes de Marvel sobre los que el estudio poseía derechos cinematográficos. Sony originalmente también pretendía que una película Venom compartiera el mundo de la película del Universo cinematográfico de Marvel, Spider-Man: Homecoming (2017), pero finalmente distanció la película de Spider-Man. Columbia Pictures de Sony produjo la película en asociación con Marvel Entertainment. En marzo de 2017, Rosenberg y Pinkner estaban programados para escribir, y Fleischer y Hardy se unieron en mayo; posteriormente Marcel se unió para reescribir el guion. El rodaje tuvo lugar desde octubre de 2017 hasta enero de 2018, en Atlanta, Nueva York y San Francisco. La película se inspiró principalmente en la miniserie de cómics, Venom: Lethal Protector (1993) y el arco argumental, Planet of the Symbiotes (1995). Ludwig Göransson fue contratado para componer la banda sonora de la película, marcando su segunda película de Marvel después de Black Panther (2018).
Venom tuvo su premiere en el Regency Village Theatre, el 1 de octubre de 2018 y se estrenó en los Estados Unidos el 5 de octubre. A pesar de las críticas generalmente negativas de los críticos, la actuación de Hardy y la relación del personaje con Venom fueron elogiadas, y la película se convirtió en la séptima película más taquillera de 2018, recaudando $856.1 millones de dólares en todo el mundo y estableciendo varios récords de taquilla para su estreno en octubre. Se han estrenado dos secuelas: Venom: Let There Be Carnage (2021) y Venom: The Last Dance (2024).

## Argumento
Mientras explora el espacio para nuevos mundos habitables, un cohete perteneciente a la Fundación Life, una corporación de bioingeniería, descubre un cometa cubierto de formas de vida simbióticas. La sonda regresa a la Tierra con cuatro muestras, pero una se escapa y provoca que la nave se estrelle en Miri, Malasia. La Fundación Life recupera las otras tres y las transporta a su centro de investigación en San Francisco, donde descubren que los simbiontes no pueden sobrevivir sin algún anfitrión que respire oxígeno, que a menudo rechazan la simbiosis y los terminan matando en el proceso. El periodista de investigación, Eddie Brock (Tom Hardy) lee sobre estas pruebas en humanos en un documento clasificado en posesión de su prometida Anne Weying (Michelle Williams), una abogada que prepara una defensa judicial para la Fundación Life. Eddie confronta al director ejecutivo de la Fundación Life, Carlton Drake (Riz Ahmed), sobre las pruebas, lo que lleva a Eddie y Anne a perder ambos sus trabajos. En consecuencia, Anne termina su relación y compromiso con Eddie.
Seis meses después, las pruebas de simbiosis de Drake están más cerca del éxito, aunque uno de sus simbiontes muere por descuido. La Dra. Skirth (Jenny Slate), una de las científicas de Drake, se acerca a Eddie, quien no está de acuerdo con sus métodos y quiere exponerlo. Ella ayuda a Eddie a irrumpir en las instalaciones de investigación para buscar pruebas, y él descubre que una conocida suya, una mujer sin hogar llamada María (Melora Walters), es uno de los sujetos de prueba. Eddie intenta rescatar a María, pero el simbionte que la posee se transfiere a su cuerpo sin que él se dé cuenta, asesinándola. Eddie asustado, escapa y pronto comienza a mostrar síntomas extraños. Pide ayuda a Anne y su nuevo novio, el Dr. Dan Lewis (Reid Scott), descubre el simbionte al examinar a Eddie. Drake expone a Skirth al simbionte cautivo restante, matando a ambos. Esto deja al simbionte dentro de Eddie como el único espécimen superviviente conocido.
Drake envía mercenarios para recuperar el simbionte de Eddie, pero este se manifiesta alrededor de su cuerpo como una criatura monstruosa que lucha contra los atacantes. Más tarde, el simbionte se presenta a Eddie como Venom (voz de Tom Hardy) y le explica que el cometa está buscando planetas donde los simbiontes puedan poseer y devorar a sus habitantes. Venom se ofrece a perdonar a Eddie si ayuda a los simbiontes a lograr su objetivo, y Eddie usa los atributos sobrehumanos que el simbionte le otorga. Eddie irrumpe en su antiguo lugar de trabajo para entregar pruebas de los crímenes de Drake, pero está rodeado de agentes de la SWAT. Anne lo ve transformarse para escapar y lleva a Eddie a la oficina de Dan, donde le explican que el simbionte está pudriendo los órganos internos de Eddie. Eddie señala que el simbionte tiene dos debilidades: los ruidos agudos y el fuego. Aunque Venom afirma que el daño a los órganos se puede revertir, Anne usa una máquina de resonancia magnética para separarlo de Eddie, quien luego es capturado por los hombres de Drake.
Mientras tanto, el cuarto simbionte, Riot (voz de Riz Ahmed), se abre paso desde Malasia hasta San Francisco saltando de cuerpo en cuerpo. Se vincula con Drake, quien acepta llevar a Riot en una sonda espacial de la Fundación Life para recolectar al resto de los simbiontes y traerlos a la Tierra. Anne se une a regañadientes a Venom para poder liberar a Eddie. Cuando Eddie y Venom se unen nuevamente, este último promete que ha sido convencido para ayudar a proteger la Tierra de los de su especie a través de sus interacciones con Eddie, y el par intenta detener a Riot y Drake con la ayuda de Anne. Después de una larga batalla, Venom daña la sonda cuando despega, provocando que explote y mate tanto a Riot como a Drake. Después del incidente, Eddie regresa al periodismo, mientras que Anne cree que Eddie ya no está vinculado a Venom después de esto, y que Venom también murió en la explosión. Sin embargo, el par permanece unido en secreto y se proponen proteger San Francisco devorando criminales.
En una escena a mitad de créditos, Eddie es invitado a entrevistar al asesino en serie encarcelado Cletus Kasady (Woody Harrelson), quien promete una "matanza" cuando escape.

## Reparto
- Tom Hardy como Eddie Brock / Venom:
Un periodista de investigación que se convierte en el anfitrión de Venom, un simbionte alienígena que lo dota de habilidades sobrehumanas.[6][7][8] El director Ruben Fleischer dijo que a diferencia de un hombre lobo o Jekyll y Hyde, la relación entre Eddie y el simbionte es un "híbrido", con los dos personajes compartiendo un cuerpo y trabajando juntos. Hardy se sintió atraído por esta dualidad y comparó a la pareja con los personajes animados de Ren y Stimpy. Hardy le dio a Eddie un "acento americano de mierda" mientras usaba una voz parecida a la de un "James Brown lagarto de salón" para Venom,[9] que luego fue "modulada para sonar más siniestra".[10] Hardy llamó a Eddie un antihéroe que "haría lo que fuera necesario" para lograr una meta.[8] Brad Venable proporcionó voz en off adicional para el dolor y gruñidos de Venom y su voz se combinó con la de Hardy para algunos diálogos, como "Somos Venom".[11]
- Michelle Williams como Anne Weying:
Abogada y ex prometida de Eddie.[12][13] Williams estaba emocionada ante la perspectiva de que su personaje se convirtiera en She-Venom en el futuro como lo hace en los cómics, y Fleischer sintió que sería divertido darles a los fanáticos un «easter egg» de esto mostrando brevemente al personaje hospedando al simbionte durante una escena de la película. Esto se mantuvo en secreto hasta el estreno de la película, y Fleischer esperaba que la respuesta positiva a la aparición condujera a más She-Venom en futuras películas de Venom o incluso a una película independiente de "She-Venom".[14] Williams añadió la frase de Anne "Te amo, pero me amo más a mí misma" como referencia al movimiento MeToo.[15]
- Riz Ahmed como Carlton Drake / Riot:
Un genio inventor y líder de la Fundación Vida que experimenta con los simbiontes.[7][8] Ahmed explicó que Drake está tratando de salvar el futuro de la humanidad cuando descubre el simbionte,[8] y Fleischer agregó que Drake tiene un objetivo positivo, sino una "ambigüedad moral" que lo lleva a probar su ciencia en otras personas.[14] Drake finalmente se une a otro simbionte conocido como Riot, que Fleischer describió como un "saltacuerpos".[8]
- Scott Haze como Roland Treece: Jefe de seguridad de Drake.[16]
- Reid Scott como Dan Lewis: El nuevo novio de Anne, un médico que intenta ayudar a Eddie.[17]

Además, Jenny Slate interpreta a Dora Skirth, científica de Fundación Vida, Melora Walters interpreta a Maria, una mujer sin hogar que hospeda brevemente a Venom, y Chris O'Hara aparece como John Jameson, un astronauta que hospeda brevemente a Riot. También aparecen Sam Medina como un matón al que se enfrenta Venom, Peggy Lu como la señora Chen, propietaria de una tienda de conveniencia, Michelle Lee como una paramédica de Malasia que hospeda brevemente a Riot , Sope Aluko y Wayne Péré como científicos de Life Foundation, Scott Deckert como el vecino desagradable de Eddie, Emilio Rivera como guardia de seguridad del que Eddie es amigo, y Ron Cephas Jones, sin acreditar, como el jefe de Eddie. Woody Harrelson interpreta a Cletus Kasady en la escena de mitad de créditos, mientras que Stan Lee hace un cameo como un paseador de perros que habla con Eddie. Un clip de la película animada Spider-Man: un nuevo universo (2018), con Shameik Moore como la voz de Miles Morales y Jake Johnson como la voz de Peter B. Parker, se incluye después de los créditos.

## Producción

### Desarrollo

#### Intentos anticipados y cancelación
En 1997, David S. Goyer había escrito un guion para una película protagonizada por el personaje de Marvel Comics, Venom, que iba a ser producida por New Line Cinema. Dolph Lundgren estaba en conversaciones para protagonizar la película, que presentaría al personaje Carnage como antagonista principal. El proyecto no siguió adelante y los derechos del personaje pasaron a Sony Pictures junto con los del personaje Spider-Man, de quien Venom es un antagonista en los cómics. Eddie Brock, el alter ego de Venom, aparecería en Spider-Man 3 (2007) de Sony, con Topher Grace en el papel. Grace estaba destinado a aparecer sólo brevemente como Eddie, pero se convirtió en un villano importante como Eddie y Venom porque el productor Avi Arad sintió que la saga había dependido demasiado de los villanos favoritos de Spider-Man del director Sam Raimi, y no personajes que realmente interesaran a los fanáticos modernos. Raimi había dudado en explorar el personaje debido a su "falta de humanidad". Arad reveló planes para una película spin-off centrada en Venom en julio de 2007.
Sony estaba desarrollando activamente Venom junto con secuelas directas de Spider-Man 3 en julio de 2008, con la esperanza de que el personaje pudiera "añadir longevidad" a la franquicia de manera similar a Wolverine en X-Men de 20th Century Fox. Jacob Estes había escrito un guion para la película, pero el estudio decidió buscar nuevos escritores para un enfoque diferente a ese borrador. El borrador de Estes se centraba en Eddie intentando reinventarse como héroe con la ayuda de una dura camarera llamada Honey Horowitz. Eddie se habría enfrentado a Cletus Kasady, representado como un asesino obsesionado con la ópera, que se convierte en Carnage después de morder a Eddie. Estes escribió el guion con Grace en mente para que regresara, mientras que Martin Donovan fue su elección para Cletus, Rashida Jones y Maya Rudolph para Honey. Sin embargo, Sony aún no estaba convencida de que Grace pudiera ser la actriz principal de la película. Ese septiembre, Sony contrató a Paul Wernick y Rhett Reese para escribir un nuevo guion, mientras que expertos de la industria sugirieron que Grace debería regresar para el spin-off "porque el simpático actor podría ser un malhechor comprensivo", en respuesta a que el cocreador de Venom, Todd McFarlane sugiriera que una película de Venom no le iría bien con un villano como personaje central. Wernick y Reese habían propuesto a Sony una idea de historia original para la película, que Reese describió como "realista, fundamentada y un poco más oscura del personaje". Luego, la pareja trabajó en un esquema con Sony y Marvel, quienes "tenían reglas específicas sobre el villano y la historia de fondo y cosas así". Habían completado un borrador en abril de 2009, que incluía un papel escrito específicamente para Stan Lee, y presentaba una secuencia donde el simbionte Venom salta "de cuerpo en cuerpo [a través de una ciudad], y cada persona que habita termina volviéndose realmente violenta y golpea a otra persona y luego salta hacia [ellos]".
Wernick y Reese habían entregado un segundo borrador en septiembre de 2009, y Reese dijo que Sony estaba "avanzando en todas las formas en que lo hiciera". Un mes más tarde, Gary Ross, que estaba reescribiendo el guion de Spider-Man 4 en ese momento, fue contratado para reescribir también el guion de Venom, además de dirigir y producir junto con Arad. "No se consideraba probable" que Grace volviera al papel en ese momento, ya que la película comenzaba "desde la mesa de dibujo" y buscaba convertir al villano en "un antihéroe que se convierte en un defensor de los inocentes". En enero de 2010, Sony anunció que la franquicia Spider-Man sería reiniciada después de que Raimi decidiera no seguir buscando secuelas directas de Spider-Man 3. En marzo de 2012, Sony todavía estaba interesada en una película de Venom y quería usarla para capitalizar el estreno de la primera película reiniciada, The Amazing Spider-Man (2012). El estudio estaba en negociaciones con Josh Trank para dirigir después de que Ross dejara el proyecto para dirigir Los juegos del hambre (2012). Trank fue contratado tras el estreno de Chronicle (2012), su debut como director. Él y el director de Big Fan (2009), Robert Siegel presentaron una película Venom con clasificación R en la línea de La Máscara (1994), pero al productor Matt Tolmach no le gustó su trato. En junio, Arad y Tolmach discutieron la conexión de Venom con The Amazing Spider-Man, similar a las películas del Universo cinematográfico de Marvel (MCU) que se cruzan en The Avengers (2012). Arad lo llamó sólo "una historia de Eddie Brock", pero Tolmach agregó: "Ojalá todos estos mundos vivan juntos en paz algún día".
En diciembre de 2013, Sony reveló planes para utilizar The Amazing Spider-Man 2 (2014) para establecer su propio universo expandido basado en las propiedades de Marvel sobre las que el estudio tenía los derechos cinematográficos, incluido Venom. Arad y Tolmach producirían las películas como parte de un grupo de expertos de franquicia, con Alex Kurtzman, Roberto Orci y Ed Solomon programados para escribir el guion de Venom, y Kurtzman sería el director. En abril de 2014, Arad y Tolmach dijeron que Venom se estrenaría después de The Amazing Spider-Man 3—cuyo esreno estaba previsto para el 27 de mayo de 2016, pero antes The Amazing Spider-Man 4. Sin embargo, The Amazing Spider-Man 2 tuvo un rendimiento inferior, y con Sony "bajo una tremenda presión para actuar [que los hizo analizar] detenidamente su franquicia más importante", se replanteó la dirección del universo compartido. The Amazing Spider-Man 3 se retrasó hasta 2018, y la película Venom, ahora conocida como Venom Carnage, se trasladó hasta 2017. Kurtzman todavía estaba encargado de dirigir y escribir junto a Solomon. En febrero de 2015, Sony y Marvel Studios anunciaron una nueva asociación que permitiría a Marvel Studios producir la próxima película de Spider-Man para Sony e integrar al personaje en su MCU. Sony todavía planeaba producir las películas derivadas por su cuenta, pero en noviembre se creía que habían sido canceladas, por lo que Sony podría centrarse en su nuevo reinicio con Marvel Studios.

#### Reinicio

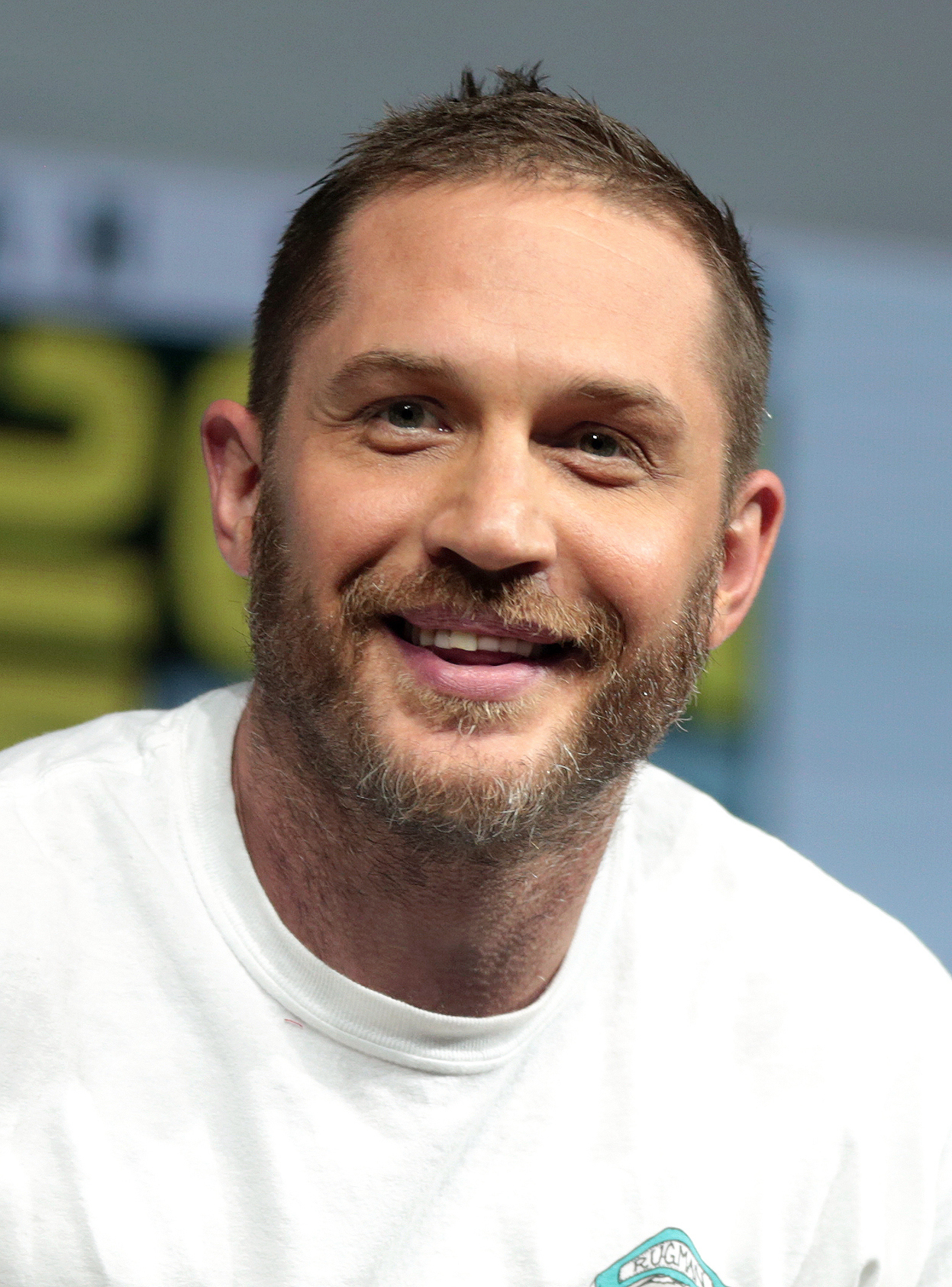
Cuando le propusieron protagonizar la película, Tom Hardy ya estaba interesado en Venom debido al amor de su hijo por el personaje..

Sony revivió Venom en marzo de 2016, con Arad y Tolmach como productores y Dante Harper escribiendo un nuevo guion. El proyecto fue concebido como una película independiente que estrenaría su propia franquicia, sin relación con las nuevas películas de Spider-Man de Sony y Marvel Studios. Un año después, Sony le dio a la película una fecha de estreno del 5 de octubre de 2018, y explicó que Kurtzman no estaba involucrado en el nuevo proyecto. No se había contratado ningún nuevo director, y Scott Rosenberg y Jeff Pinkner estaban escribiendo el guion. Se esperaba que Venom comenzara un nuevo universo compartido independiente del MCU, e inicialmente apuntaba a una calificación R con un presupuesto menor, inspirado por el éxito de 20th Century Fox al hacerlo con las películas de X-Men, Deadpool (2016) y Logan (2017). Se creía que la lista de directores de Sony para la película incluía a Adi Shankar, conocido por su versión oscura con clasificación R "de las propiedades en las que creció", y Adam Wingard. En mayo, Sony anunció que Tom Hardy interpretaría a Eddie Brock y Venom en Venom, que sería dirigida por Ruben Fleischer y comenzaría oficialmente un nuevo universo compartido, más tarde titulado, «Sony's Spider-Man Universe». Fleischer fue elegido después una larga búsqueda por parte de Sony, y como fanático del personaje desde hace mucho tiempo, expresó entusiasmo por las posibilidades visuales de representar a Venom en una película y las posibles ideas temáticas asociadas con el personaje, como la dualidad. David F. Sandberg se reunió previamente con Sony para discutir la posibilidad de dirigir la película, leer su guion y reunirse con ellos, pero Warner Bros. ya se había acercado a Sandberg para hacer la película del Universo extendido de DC (DCEU), ¡Shazam! (2019), prefiriendo dirigir Shazam! sobre Venom debido a que el equipo de esa película estaba formado por personas con las que Sandberg había trabajado en New Line Cinema. El casting de Hardy, cuyo hijo era un gran admirador de Venom, se produjo poco después de que dejó al director de Triple Frontier (2019), J. C. Chandor en abril y Sony "vio la oportunidad de cortejar un talento muy solicitado". Hardy recibió $7 millones por su participación. Hardy practicó artes marciales mixtas, boxeo y jiu-jitsu durante cinco semanas para el papel.

### Preproducción
Riz Ahmed estuvo en conversaciones para unirse a la película en agosto de 2017, con Matt Smith, Pedro Pascal y Matthias Schoenaerts todos siendo considerados para el mismo papel. En septiembre, Michelle Williams inició conversaciones para unirse a la película como una fiscal de distrito y el interés amoroso de Eddie. Para octubre, Jenny Slate, Reid Scott, y Scott Haze estaban en negociaciones para unirse también, con Slate siendo candidato para un papel como científico. También en ese momento, Kelly Marcel estaba escribiendo el último borrador del guion de la película. El presupuesto final que Sony asignó para la producción de la película fue de 100 millones de dólares, aunque Deadline Hollywood  reveló en septiembre de 2018 que un acuerdo entre Sony y la productora china Tencent Pictures significaba que esta última había cubierto finalmente un tercio de estos costos de producción para el estudio.

#### Guion y conexión con Spider-Man
En junio de 2017, el presidente de Marvel Studios, Kevin Feige confirmó que Venom era únicamente un proyecto de Sony y Marvel Studios no tenía planes de conectarlo con el MCU. Sin embargo, el productor Amy Pascal pronto aclaró que Sony tenía la intención de que sus películas tuvieran lugar en "el mismo mundo" que la nueva película del MCU, Spider-Man: Homecoming (2017), y las describió como "adjuntas" a ese mundo. Dijo que Venom se conectaría con la próxima película planificada en su universo compartido, Silver & Black, y que había potencial para que el Spider-Man de Tom Holland apareciera en cualquiera de los dos. También se esperaba que Carnage apareciera en Venom en ese momento. En julio, el presidente de Columbia Pictures, Sanford Panitch explicó que Sony no estaba interesado en producir "películas de cómics convencionales" y buscaba darle a cada película de la serie un estilo distinto. Venom fue considerada "una versión de una película de terror", inspirada en las obras de John Carpenter y David Cronenberg, pero con "más pop y diversión". Fleischer dijo que "siempre se ha sentido atraído por los superhéroes más antihéroes. Hay un elemento oscuro en [Venom] y un ingenio que siempre me ha atraído". Dijo que la película exploraría los orígenes de Venom y la relación "tipo Jekyll y Hyde" que Eddie tiene con el simbionte.
La película está basada principalmente en la miniserie Venom: Lethal Protector (1993) y el arco argumental Planet of the Symbiotes (1995), tomando prestado el escenario de San Francisco del primero. Spider-Man finalmente no pudo ser incluido en la película debido al acuerdo de Sony que prestó el personaje a Marvel Studios, desafiando a los escritores a "hacer una película con un personaje definido por Spider-Man sin Spider-Man". Por esta razón, buscaron inspiración en la versión Ultimate Marvel de Venom, cuyo origen no está ligado a Spider-Man. A Pinkner y Rosenberg les dijeron que Spider-Man podía no estar en Venom antes de que hicieran su propuesta inicial para la película, y adoptaron el enfoque de tratar de permanecer fieles al espíritu de los cómics incluso si ciertos elementos tenían que cambiarse, como que Eddie cruzara una línea moral en su periodismo que el personaje hace en la historia del origen de su cómic. Fleischer señaló que Lethal Protector ayudó en este objetivo ya que, como la primera serie de cómics de Venom en solitario, tenía" liberado [al personaje] de Spider-Man". También les dio a los escritores una "base sólida" para explorar el lado más heroico de Venom, en lugar de su lado villano más tradicional de los cómics de Spider-Man, aunque Fleischer describió más tarde la película dice que "no tiene héroes". Una de las líneas de Venom en la película, "Ojos, pulmones, páncreas... tantos bocadillos, tan poco tiempo", fue levantado sin cambios de The Amazing Spider-Man #374 (febrero de 1993).
Fleischer afirmó que estaban planeando un "mundo enorme" con muchos personajes mientras desarrollaban la película, incluidos otros simbiontes como el villano Riot. Fleischer quería Venom se destacara en comparación con otras películas basadas en cómics, y consideró que el tono no recordaría a los espectadores el MCU más ligero o el sombrío Universo extendido de DC. Fue importante para él honrar la violencia de Venom en los cómics, donde "muerde la cabeza de la gente y come cerebros. Sería extraño hacer una película con Venom si no estuviera haciendo eso". Los ejecutivos de Sony se mostraron reacios a llevar este elemento tan lejos como para que la película obtuviera una calificación R, lo que creían que causaría problemas para posibles cruces con el familiar Spider-Man, así como con otros personajes del MCU, en películas futuras. Venom finalmente fue clasificado como PG-13, con la violencia atenuada.

### Rodaje
La fotografía principal comenzó el 23 de octubre de 2017, y el rodaje tuvo lugar en Atlanta y Nueva York. Matthew Libatique trabajó como director de fotografía, mientras que Oliver Scholl trabajó como diseñador de producción después de hacerlo también para Spider-Man: Homecoming. Se confirmó que Williams se unió a la película en noviembre, y Sony organizó su calendario de filmación para garantizar su disponibilidad para nuevas filmaciones simultáneas e inesperadas de Todo el dinero del mundo (2017). En diciembre, Woody Harrelson estaba en conversaciones para aparecer en la película, y se reveló que Williams interpretaría a Anne Weying. Según varios informes, Tom Holland pasó varios días durante la producción de Venom filmando un cameo como Peter Parker / Spider-Man para la película, pero Marvel Studios pidió a Sony que excluyera la escena de la película final.
Hardy grabó sus líneas para el simbionte al comienzo de cada día, y se las reprodujeron a través de un auricular en el set durante las escenas en las que Eddie y el simbionte hablan entre sí. Hardy había usado previamente este proceso cuando interpretó a los gemelos en Legend (2015). Fleischer le permitió a Hardy improvisar en el set y tomar las escenas donde sentía que debían ir. Por ejemplo, Hardy notó que un restaurante ambientado para una escena tenía un tanque de langostas y decidió que su personaje entraría en el tanque en la escena; el equipo de diseño de producción tuvo que trabajar durante la noche para reforzar el tanque y llenarlo con langostas falsas para que Hardy pudiera entrar al día siguiente. Hardy también trabajó con Marcel para reescribir algunos de sus diálogos para ambos. Eddie y Venom durante todo el proceso de rodaje. La filmación adicional tuvo lugar en San Francisco del 16 al 26 de enero de 2018. Las ubicaciones incluyeron Russian Hill, North Beach, Chinatown y el Distrito Financiero. Hardy concluyó el rodaje el 27 de enero.

### Posproducción

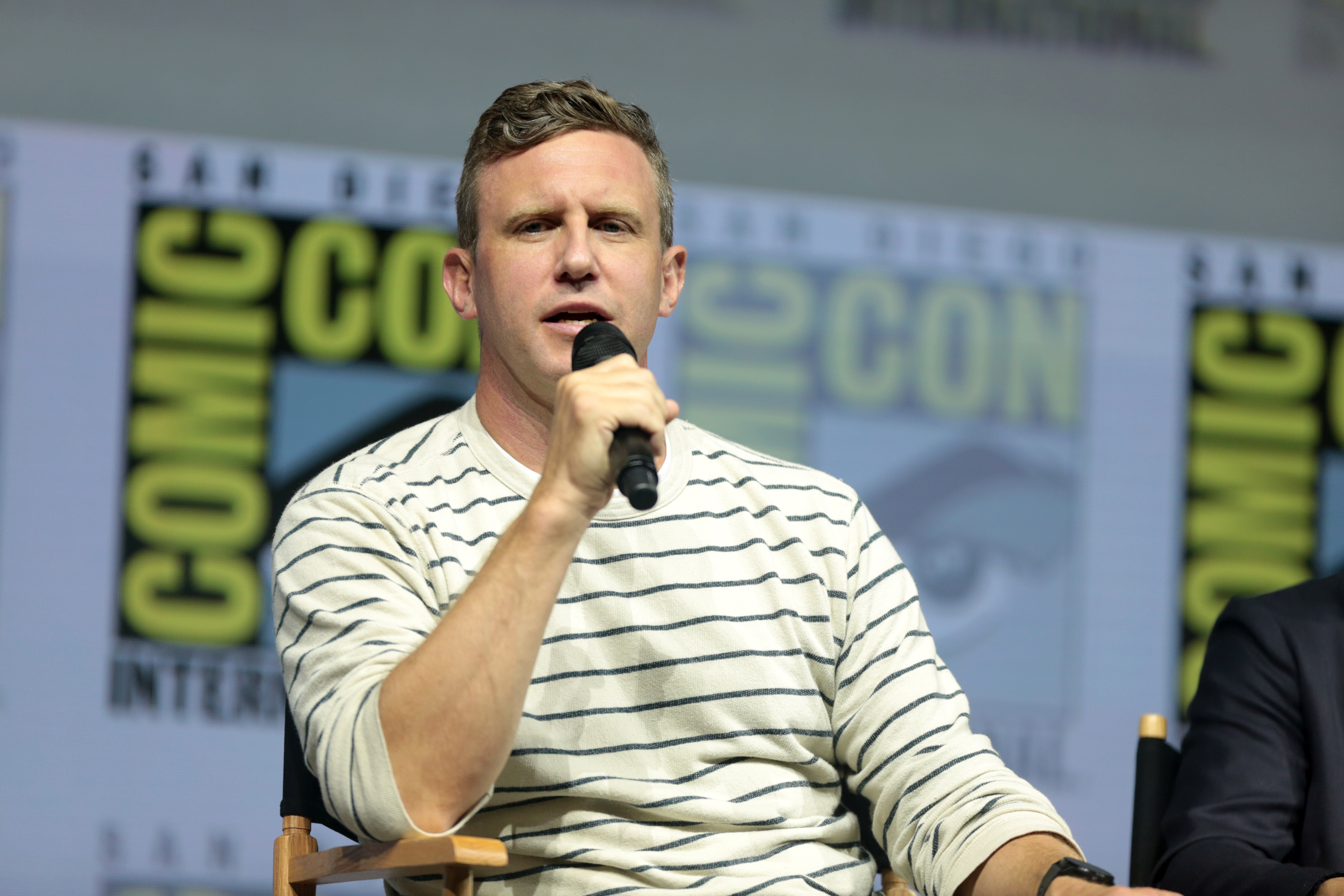
Fleischer promocionando Venom en la Convención Internacional de Cómics de San Diego en julio de 2018

Se confirmó que Ahmed y Scott aparecerían en la película en febrero de 2018, y se reveló que Will Beall había escrito más en el guion. En los meses siguientes, se reveló que Sope Aluko y Scott Deckert participaría en la película, También se confirmó que Haze y Harrelson aparecerían, y se reveló que Ahmed interpretarían a Carlton Drake. Harrelson, quien anteriormente trabajó con Fleischer en Zombieland (2009), firmó a la película para un pequeño papel (se describió a sí mismo como "en una pequeña fracción de esta película"), sabiendo que tendría un papel más importante en una posible secuela. El papel fue revelado ser el de Cletus Kasady, el alter ego de Carnage.
La película pasó por regrabaciones en Los Ángeles en junio de 2018, que, según se informa, fueron supervisadas por Hardy. Venom fue una de las primeras películas en aprovechar las nuevas instalaciones de posproducción en el edificio Stage 6 de Sony Pictures en Culver City, California, con dos nuevas salas equipadas para diseño de sonido utilizando tecnología Dolby Atmos, dos nuevos escenarios para mezcla de sonido con estaciones de trabajo Pro Tools de Avid Technology y una configuración de cine para efectos visuales remotos y revisión de gradación de color. Maryann Brandon y Alan Baumgarten sirvieron como editores de la película. El enfoque de Fleischer durante el proceso de edición fue "cultivar" la relación entre Eddie y Venom, que en su opinión era el núcleo de la película. La apertura de la película pasó por varias iteraciones, pero Fleischer siempre quiso que "comenzara con una explosión", lo que provocó el accidente de una nave espacial en la escena inicial. El simbionte de Venom se muestra poco después como una introducción del "héroe" de la película, antes de que comience la trama del villano y se convierta en el centro de la escena.

#### Efectos visuales y diseño
DNEG proporcionó los efectos visuales de la película, con Paul Franklin como supervisor de efectos visuales en el proyecto, y Paolo Giandoso dibujando arte conceptual para el equipo de diseño de DNEG. Giandoso ayudó a diseñar Venom y Riot y proporcionó una secuencia de 158 dibujos para la batalla final de la película entre los dos personajes.
El primer paso del equipo de efectos visuales fue definir el aspecto de los diferentes simbiontes de la película, que no tienen una forma corporal definida. Franklin explicó que querían que las criaturas fueran "depredadoras y amenazantes", y miró mohos mucilaginosos, medusas y fotografías a intervalos de amebas en busca de inspiración. Los modelos finales eran masas que podían moverse y cambiar de forma, con tejido blando simulado en la parte superior para darles a las criaturas una "cualidad abstracta interesante". El simbionte se combina con Eddie agregando "tentáculos" a Hardy, lo cual se hizo mediante un híbrido de efectos prácticos y visuales. Los tentáculos se inspiraron en el movimiento de las criaturas marinas y las demostraciones científicas de fluido no newtoniano. Cámaras adicionales en el set capturaron con precisión los movimientos de Hardy para que los tentáculos pudieran integrarse con su actuación. También se utilizó un doble digital detallado de Hardy para la integración. Otras formas parciales de Venom incluyen la forma "enloquecida" para cuando Eddie lo saca por vibración, para lo cual aparece un "fantasmal". El efecto se creó agregando una versión animada del personaje además de la actuación de Hardy con un efecto de vibración; y el "espectro" Venom, donde la cabeza de Venom emerge del cuerpo de Eddie para hablar con él; esta forma estaba más cerca del simbionte en bruto que el diseño final de Venom, con zarcillos y venas añadidos a una forma general de serpiente, y una versión demacrada del rostro de Venom.
El personaje humanoide Venom fue creado con un modelo digital que incluía plataformas y simulación para la cara y los músculos. Venom se representa con una altura de 7 pies 7 pulgadas (231,1 cm) y un peso de 500 libras (226,8 kg), con una apariencia "suave, aceitosa y negra". Debido a las diferencias en el diseño facial del personaje de un cómic a otro, e incluso de un panel a otro, los diseñadores "destilaron los elementos esenciales" en un diseño que podría ser fotorrealista. Estos incluían los ojos del personaje, que Franklin comparó con los de una ballena asesina y explicó que tenían que estar animados de una manera más exagerada para indicar hacia dónde miraba el personaje ya que no tiene pupilas. La lengua larga del personaje también está adaptada de los cómics, con otra plataforma compleja requerida para que la lengua pueda animarse específicamente y luego retraerse para permitir que el personaje hable sin tener que hablar a su alrededor, lo que Franklin dijo que era "demasiado cómico". Cuando habla, Venom a menudo habla con los dientes apretados. Esto se inspiró en los actores Jack Palance y Clint Eastwood. Dado que el origen de Venom no está vinculado a Spider-Man en la película, no tenía sentido que los realizadores agregaran una versión del símbolo de Spider-Man al pecho de Venom como lo hace en los cómics. Sin embargo, un personaje completamente negro habría sido difícil de ver en escenas nocturnas, por lo que Venom tiene un sutil símbolo 'V' en su pecho que se forma a partir de las venas blancas del simbionte. Para ayudar aún más a la audiencia a ver al personaje, el equipo de efectos visuales lo iluminó como lo harían con un automóvil en un comercial, usando reflejos para ayudar a definir su cuerpo. El modelo del personaje era flexible, lo que permitió a los animadores escalar la cabeza de Venom, ajustar la longitud de sus dientes o incluso desquiciar su mandíbula "como una escotilla", dependiendo de la pose requerida. Hardy planeó inicialmente utilizar actuación con captura de movimiento para retratar a Venom en el set además de Eddie, pero esta idea fue abandonada debido a la diferencia entre su rostro y el del personaje. Un suplente de 6 pies 10 pulgadas (208,3 cm) que llevaba un casco para aumentar la altura a veces se usaba en el set como referencia para Venom.
Debido a que Riot es un personaje secundario de los cómics, los diseñadores tuvieron más libertad para desarrollar su apariencia cinematográfica. Es un pie más alto que Venom y casi el doble de pesado, con un "aspecto metálico brutal" que Franklin describió como "casi reptiliano". El modelo de personaje de Riot era similar al de Venom, pero tenía menos capas de efectos debido a que Riot no tenía la misma textura "ondulante". El villano también tenía un conjunto personalizado de efectos para las diferentes armas que puede manifestar, incluidas espadas y una gran bola de demolición con púas. La pelea final entre los dos personajes cambiaba constantemente, con Franklin, DNEG y el equipo de previsualización de The Third Floor trabajando con Fleischer para desarrollar la pelea. Un elemento sugerido por los equipos de efectos visuales fue aprovechar los diseños líquidos de los personajes haciendo que los dos parecieran fusionarse y crear "una masa arremolinada de carne simbiótica, con los dos humanos revelados a través del remolino". Esto se inspiró en las primeras pruebas realizadas mientras se desarrollaba la apariencia básica del simbionte. Al diseñar la plataforma de lanzamiento donde se desarrolla la pelea, Franklin dijo que tenía que ser "amplia, colorida y emocionante" para representan el estilo más cómico y tipo cómic de la película, que contrastó con su trabajo en Interstellar (2014) y el trabajo simultáneo que se está realizando para First Man (2018). El trabajo ambiental adicional que completó DNEG incluyó la eliminación de carteles de Coca-Cola y logotipos de CNN de las secuencias filmadas en Atlanta, ya que San Francisco no los tiene. Durante el breve tiempo de Anne como She-Venom, Franklin dijo que las diversas representaciones del personaje en los cómics iban desde "criaturas demoníacas con dientes alargados hasta la forma femenina extremadamente hipertrofiada", y la versión de la película intentaba equilibrar lo repugnante y "un poco sexy", en particular cuando besa a Eddie. En total, DNEG completó alrededor de 1.100 tomas de efectos visuales para la película.

## Música
Ludwig Göransson firmó para componer la música de Venom en marzo de 2018, reuniéndose con Fleischer después de que ambos trabajaron juntos en 30 Minutes or Less (2011). En agosto, el rapero Eminem adelantó que había contribuido con una nueva canción a la banda sonora de la película. Su álbum Kamikaze fue lanzado a finales de ese mes y presenta una canción extra titulada «Venom (Music from the Motion Picture)» que hace referencia a la película. La canción fue lanzada como sencillo digital el 21 de septiembre. Un álbum con la música de Göransson fue lanzada digitalmente por Sony Classical Records el 5 de octubre, y con un lanzamiento físico ese mismo mes.

## Marketing

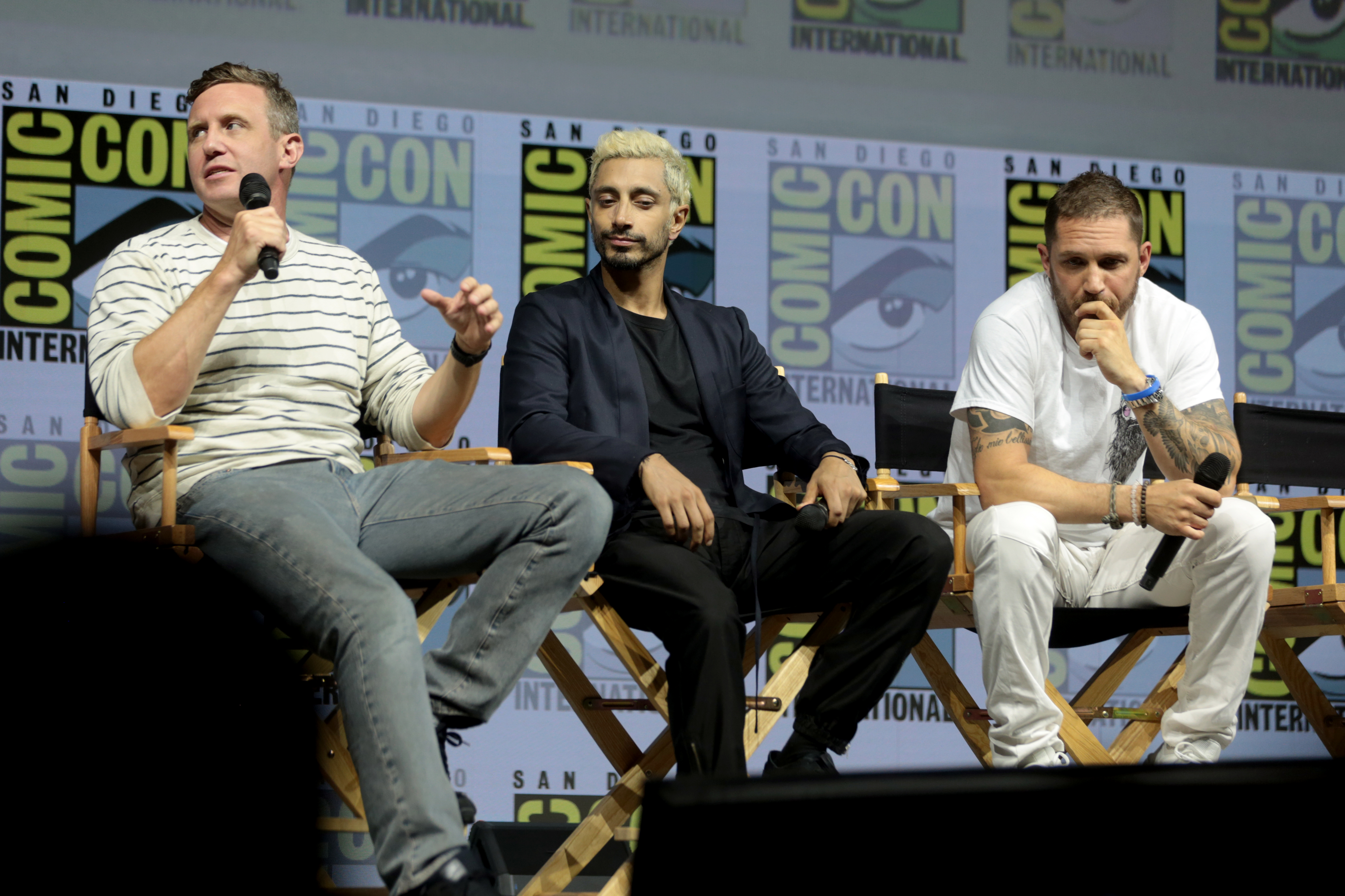
Fleischer, Hardy y Ahmed promocionaron la película en la Convención Internacional de Cómics de San Diego de 2018.

Para el panel de Sony Pictures en Comic Con Experience de 2017, Fleischer y Hardy aparecieron en un video del set de la película para promocionarla. En febrero de 2018, se lanzó un adelanto de la película. Dani Di Placido de Forbes lo calificó de "cómicamente decepcionante". Sintió que esto fue un gran paso en falso por parte de Sony dado que el avance estaba destinado a ganarse a los fanáticos desinteresados de Spider-Man, particularmente después de la interpretación del personaje en Spider-Man 3. El hecho de que el avance no incluía el personaje principal fue una crítica común por parte de los comentaristas.  Más tarde el presidente de Sony, Tom Rothman reconoció esto y explicó que la intención había sido "aumentar la anticipación" por la película. En agosto, Fleischer reveló que el tráiler no mostraba a Venom porque los efectos visuales del personaje estaban incompletos en el momento.
Rothman presentó nuevas imágenes de la película en CinemaCon 2018 y reconoció que reveló la versión cinematográfica de Venom al decir: "¡Vieron, no nos olvidamos de poner a Venom en la película!" Di Placido se mostró más positivo con este tráiler, elogiando la apariencia y las imágenes de Venom, pero preocupado por el diálogo. Durante el tráiler, la actriz Jenny Slate pronuncia [en inglés] la palabra simbionte como SIM-bye-oht en lugar de SIM-bee-oht, como muchos comentaristas creían que debería pronunciarse. Esto generó críticas generalizadas y un aumento del 35.700 por ciento en las búsquedas de "pronunciación simbionte", según Merriam-Webster, que señaló que ambas pronunciaciones se consideran técnicamente aceptables. Slate utiliza la esperada pronunciación de SIM-bee-oht en la película final, que los comentaristas asumieron se logró mediante nuevas tomas o sobregrabación, pero Fleischer explicó que la pronunciación se había corregido en el set y que el equipo de marketing simplemente había usado una toma del tráiler antes de que se hiciera la corrección. Hannah Shaw-Williams de Screen Rant señaló que el tráiler reutilizó música de un tráiler importante recientemente lanzado de la película de Marvel Studios, Avengers: Infinity War (2018), y cuestionó si esto fue una coincidencia o si Sony estaba "tratando deliberadamente de vincular Venom al MCU en la mente del público. Cualquiera sea la razón, Venom necesitará algo más que una simple pieza musical de avance para conquistar al público". Según Fizziology, una empresa de análisis que utiliza diferentes plataformas de redes sociales en cuenta, el segundo tráiler fue visto 64,3 millones de veces en 24 horas, un aumento del 72 por ciento con respecto al primer tráiler. Fizziology dijo que era raro que un segundo tráiler obtuviera más vistas que el primero y señaló que las respuestas positivas generales aumentaron un 46 por ciento. La mayoría de las respuestas positivas se dirigieron a la apariencia y el diseño de Venom.
Fleischer, Hardy y Ahmed promocionaron la película en la Convención Internacional de Cómics de San Diego de 2018, donde la audiencia recibió máscaras de Venom y coreó "Somos Venom". En el panel se estrenaron nuevas imágenes de la película, incluida la revelación del malvado simbionte Riot. Posteriormente se lanzó en línea un tercer avance. Fue criticada por Scott Mendelson (también de Forbes), quien dijo que la película parecía comparable a Catwoman (2004): "el brillante ejemplo de cómo no hacer este tipo de películas". También sintió que la decisión de Fleischer de hacer una secuela de su exitosa película Zombieland antes del estreno de Venom era un indicio de que la película no iba a ser buena. Richard Newby, que escribe para The Hollywood Reporter, sintió que la película se estaba comercializando como si estuviera en una "era anterior", y dijo "parece pre-Iron Man" y más como un cruce entre Un hombre lobo americano en Londres (1981) y Blade (1998) que una película de superhéroes moderna. Señaló que a pesar de los temores iniciales, el último avance mostró que Venom aparecería a lo largo de la película, y creía que la falta de conexiones universales compartidas y un tono distintivo de la película podría ayudar a Sony a demostrar que "después de todo, domina a estos personajes". Marvel Comics lanzó digitalmente el 14 de septiembre un cómic vinculado, que sirve como precuela y adelanto de la película y que se titula simplemente Venom, con una versión física disponible a quienes compraron entradas para la película en AMC Theatres. Escrito por Sean Ryan e ilustrado por Szymon Kudranski, el cómic establece la historia de fondo de la película para el simbionte. SKAN proporcionó la portada del cómic.

## Estreno

### En cines
Venom tuvo su estreno mundial en el Regency Village Theatre en Westwood, Los Ángeles, el 1 de octubre de 2018, y fue se estrenó en los Estados Unidos y Canadá el 5 de octubre en 4250 salas. Esto siguió a un estreno en varios otros países el 3 de octubre, donde se proyectó en 20.800 pantallas a nivel internacional en su primer fin de semana, junto con 726 salas IMAX en 60 mercados.
La película se estrenó en China el 9 de noviembre, fecha que fue aprobada por la junta cinematográfica del país luego de una caída inesperada en las ventas de taquilla allí a principios de 2018. China otorgó a la película una rara exhibición extendida en cines se estrenó en diciembre, y el éxito de taquilla de la película y la gran inversión de Tencent en la película se consideraron factores que contribuyeron a la decisión. La extensión agregó 30 días a los 30 días iniciales de la película.

### Medios domésticos
Sony Pictures Home Entertainment lanzó una versión digital de la película el 11 de diciembre de 2018, con versiones Ultra HD Blu-ray, Blu-ray y DVD lanzadas el 18 de diciembre en Estados Unidos. Los lanzamientos físicos incluyeron escenas eliminadas y extendidas, reportajes sobre cómo se hizo y una forma de ver la película llamada «Venom Mode» en la que aparecen ventanas emergentes informativas en la pantalla. Para estos comunicados de prensa domésticos, Sony enmarcó la película como una comedia romántica centrada en la relación entre Eddie y Venom.
En abril de 2021, Sony firmó un acuerdo con Disney que les brinda acceso a su contenido heredado, incluido el contenido de Marvel en el Universo Spider-Man de Sony, para transmitir en Disney+ y Hulu y aparecer en los canales de televisión lineal de Disney. El acceso de Disney a los títulos de Sony se produciría tras su disponibilidad en Netflix.
La película se estrenó en Disney+, el 12 de mayo de 2023 en los Estados Unidos y posteriormente en Canadá el 8 de septiembre de 2023.

## Recepción

### Taquilla
Venom recaudó 213,5 millones de dólares en Estados Unidos y Canadá, y 642,5 millones de dólares en otros territorios, para un total bruto mundial de 856,1 millones de dólares. Con un presupuesto de producción entre 100 y 116 millones de dólares, Deadline Hollywood informó que la película necesitaba recaudar alrededor de 450 millones de dólares para alcanzar el punto de equilibrio, y luego calculó que la ganancia neta sería de 246,9 millones de dólares, si se tienen en cuenta todos los gastos e ingresos, lo que la convierte en el sexto estreno más rentable de 2018.
En Estados Unidos y Canadá, se proyectó inicialmente que Venom recaudaría entre 60 y 70 millones de dólares en su primer fin de semana. Recaudó 10 millones de dólares en las vistas previas del jueves por la noche, la cifra más alta jamás obtenida para un estreno en octubre (superando los 8 millones de dólares de Paranormal Activity 3 en 2011). Después de ganar 32,7 millones de dólares en su primer día, las estimaciones del fin de semana se elevaron a 80 millones de dólares. Llegó a recaudar 80,3 millones de dólares, lo que supone el mejor fin de semana de estreno de octubre de todos los tiempos (superando los 55,8 millones de dólares de Gravity en 2013). así como el séptimo mejor estreno para una película de Sony. La película recaudó 9,6 millones de dólares en el Día de Colón para establecer el récord de mejor recaudación del lunes en octubre, superando nuevamente a Gravity. La película permaneció en primer lugar los siguientes fin de semana, cayendo un 55% a $35,7 millones. Terminó en tercer lugar en su tercer y cuarto fin de semana detrás de Halloween y A Star Is Born. Con el estreno de más películas en su quinto y sexto fin de semana , Venom cayó al sexto y octavo lugar, respectivamente, y este último le llevó a la película más de 200 millones de dólares en total.
En todo el mundo, se esperaba que la película debutara recaudando entre 160 y 175 millones de dólares, incluidos entre 100 y 110 millones de dólares de 58 territorios fuera de Estados Unidos y Canadá.  Tuvo un rendimiento superior con 125,2 millones de dólares de territorios extranjeros para un fin de semana de apertura global de 205,5 millones de dólares, el más alto jamás registrado en octubre. Terminó primero en todos los países excepto uno, incluido Corea del Sur (16,4 millones de dólares en su debut de cinco días), Rusia (13,6 millones de dólares), el Reino Unido (10,5 millones de dólares) y México (10,2 millones de dólares, el mejor comienzo para una película de Sony en el país). La inauguración incluyó 15,4 millones de dólares de IMAX, la mayor inauguración de octubre y de Sony en el formato; de eso, 7 millones de dólares provinieron de pantallas IMAX en el extranjero, el mayor debut IMAX en el extranjero. Venom siguió siendo la película más importante del mundo durante su segundo y tercer fin de semana. En su segundo, la película se estrenó en el número uno en Francia (6,7 millones de dólares), Vietnam (3 millones de dólares) y Tailandia (2,2 millones de dólares), y permaneció número uno en otros 51 mercados, incluido Brasil, que cayó sólo un 6 % respecto al primer fin de semana. La película fue número uno en 30 mercados durante el tercer fin de semana. Se estrenó en Japón en el puesto número uno con 5,2 millones de dólares durante su quinto fin de semana, elevando el total mundial a 541,6 millones de dólares. Los principales mercados extranjeros de la película entonces, antes de su estreno en China, eran Rusia (31,6 millones de dólares), Corea del Sur (30,1 millones de dólares), el Reino Unido (25,5 millones de dólares), México (23,8 millones de dólares) y Francia/Brasil (empatados en 18,3 millones de dólares).
La película superó los 600 millones de dólares y volvió a ser número uno en todo el mundo después de estrenarse en China con 111 millones de dólares. Fue el mayor estreno de Sony en China, el segundo más grande para una película de superhéroes detrás de Avengers: Infinity War, y el quinto más grande para cualquier película importada al país. El viernes se recaudaron 34,9 millones de dólares, que fue el día de estreno más importante para una película de Marvel en solitario. Las 553 pantallas IMAX del país recaudaron 10 millones de dólares, el mayor estreno en noviembre para el formato en China y el octavo mayor de cualquier mes. La película detuvo un nuevo estreno Animales fantásticos: los crímenes de Grindelwald en su segundo fin de semana, que se convirtió en el número uno en general, para seguir siendo líder en China con el mejor segundo fin de semana para una película de superhéroes en el país con 51,2 millones de dólares. Después de esta actuación "fenomenal" en China, la película superó los 800 millones de dólares el siguiente fin de semana con otros 21,3 millones de dólares de 63 mercados, alcanzando los 822,5 millones de dólares para convertirse en la segunda película de origen de superhéroes más grande de la historia, detrás de Black Panther. A principios de diciembre y después de que la película recibiera una extensión para su estreno en China, Mendelson escribió que la película había recaudado una "loca" cifra de 262 millones de dólares en China, y sintió que había superado a otras películas como Crazy Rich Asians en el mercado debido a que era más "peculiar/extraña" con algún "clásico del campamento" tan malo que es buenos estilos" que esas otras películas no tenían.

### Respuesta crítica
El sitio web de agregación de reseñas, Rotten Tomatoes informa un índice de aprobación del 29% basado en 346 reseñas. El consenso crítico del sitio web dice: "La primera película independiente de Venom resulta ser como el personaje de los cómics en todos los sentidos equivocados: caótica, ruidosa y con una necesidad desesperada de un vínculo más fuerte con Spider-Man." Metacritic, que utiliza un promedio ponderado, asignó a la película una puntuación de 35 sobre 100, basándose en 46 críticas, lo que indica "críticas generalmente desfavorables". Los críticos en general criticaron la película por su aburrimiento, encontrando su trama confusa y su tono incoherente. La actuación de Hardy como Eddie recibió críticas mixtas, aunque se elogió la relación del personaje con Venom.
Al revisar la película para Variety, Owen Gleiberman la llamó "un caso de libro de texto de una película de cómics que es aburrida en su competencia aburrida, e incluso la bravura de sus efectos visuales". Criticó la actuación de Hardy por actuar como "una tontería del método", y sintió que la película dedicó demasiado tiempo a la historia del origen de Venom cuando debería haber sido lo que probablemente será una secuela. Añadió que la película puede no ser un comienzo tan malo para un nuevo universo compartido como La Momia (2017), pero "podría llegar a ser un caso similar de un inicio de franquicia que no logra completamente el despegue de la franquicia". Ty Burr de The Boston Globe le dio a la película una estrella y media, y dijo "sopla la fuerza vital de casi todos los que participan en él", incluidos Hardy, Williams y Ahmed, todas cuyas actuaciones criticó. También criticó la dirección de Fleischer como "desenfocada" y la cinematografía de Libatique como una de las "más sucias" de 2018, pero consideró que las escenas en las que Hardy y Venom hablan mientras comparten un cuerpo eran "razonablemente divertidas". Mark Daniell en el Toronto Sun criticó el tono, los efectos y los personajes de la película, la comparó con un tratamiento cinematográfico de superhéroes rechazado de la década de 1990 y dijo que era la peor película de Marvel estrenada desde Elektra (2005).
Al igual que Burr, Soren Anderson de The Seattle Times también le dio a la película una estrella y media, calificándola de "quizás la peor historia de origen derivada de Marvel jamás vista" y criticando la "cerca de una hora de tedio" antes de que Venom aparezca en la película. Anderson también dijo que Hardy era "generalmente excelente (pero no esta vez)", y calificó las secuencias de acción como "genéricas". En el Toronto Star, Peter Howell le dio a "Venom" dos de cuatro estrellas y dijo que la actuación de Hardy evitó que fuera "un desastre imposible de ver", pero todavía pensaba que la película era un desastre con un tono inconsistente, "efectos de computadora a nivel de pantano y detalles descoloridos que se asemejan a los de una película de ciencia ficción de 1998 en una cinta VHS que se dejó al sol". Jake Coyle de Associated Press encontró que la película ser "una especie de risotada" a pesar de ser "un lío incoherente de tonos, estilos de actuación y efectos visuales". Se mostró particularmente positivo sobre las diferencias de la película con otras películas de Marvel y sobre cómo Hardy la impulsó a ser más cómica, aparentemente en contra de las intenciones de Fleischer. Sobre la actuación de Hardy, Coyle no estaba seguro de si "suma algo en Venom. Pero es algo digno de contemplar. Se supone que choques de trenes como estos no deben ser tan entretenidos".
David Edelstein de Vulture dijo que Hardy era la única razón para ver la película, y sintió que tener a Eddie y Venom compartiendo un cuerpo era "un buen truco" que fue ejecutado mejor por Steve Martin en All of Me (1984). También pensó que Williams y Slate estaban desperdiciados en sus respectivos papeles en la película, y que la dirección de Fleischer era "competente y no memorable". Escribiendo para Salon, Matthew Rozsa dijo que realmente le gustó la película y que le habría encantado si no fuera por el "guion descuidado y formulado". Sintió que la representación de Venom era más digna de ser vista en una película que la versión de Spider-Man 3, y elogió la actuación de Hardy como "diversión perversa". A Rozsa le gustó especialmente que la película no se tomara a sí misma demasiado en serio y no intentara crear un universo compartido completo por sí sola, comparándola positivamente con el tipo de película de superhéroes que se habría hecho antes del estreno del MCU, con Iron Man. Stephanie Zacharek de Time describió la película como "ni la película más increíble de Marvel ni lo peor", criticando la acción y los pequeños papeles de Williams y Slate, pero elogiando el diseño de los simbiontes como "un poco bonito de ver" y la actuación de Hardy como "divertida de ver".

### Respuesta de la audiencia
El público encuestado por CinemaScore le dio a la película una calificación promedio de "B+" en una escala de A+ a F, y aquellos en PostTrak le dieron una puntuación positiva del 80%, mientras que el monitor de redes sociales RelishMix anotó respuestas en línea a la película fueron "mixtas [...] con tendencia positiva". Durante la semana de apertura de la película, la mayoría de los miembros de la audiencia encuestados por Fandango querían ver la película porque presentaba un antihéroe de Marvel, porque tenía el potencial de cruzarse con Spider-Man, o porque eran fanáticos de Hardy.

#### "SymBrock"
Después de ver la película, Kate Gardner de The Mary Sue se preguntó si había sido "codificada queer", un término que se refiere a personajes que parecen queer sin que su sexualidad sea una parte de la historia. Gardner pronto notó fan arts que representaban a Eddie y Venom como una pareja que aparecía en los sitios de redes sociales. Ella reconoció que hubo varios momentos a lo largo de la película que implicaron tal relación, incluyendo que Venom decidió volverse contra su especie debido al tiempo que pasó con Eddie y Venom decidió darle un beso francés a Eddie cuando se estaba transfiriendo del cuerpo de Anne al de Eddie. Gardner consideró que estos elementos hacían que fuera más lógico que los fans crearan un «Shipping» de los dos personajes que algunas parejas similares que se habían vuelto populares en Internet. Muchos de los fanáticos que publicaron el arte y discutieron la relación de los personajes en línea comenzaron a usar el nombre "SymBrock" para referirse a ellos.
El equipo de análisis Fandometrics de Tumblr, liderado por la Gerente Senior de Content Insights, Amanda Brennan, examinó "publicaciones originales, me gusta, reblogs y comentarios" en los 440 millones de blogs del sitio web e informó que SymBrock estaba el nombre ship más utilizado durante la semana que terminó el 15 de octubre. También fue el octavo tema más popular en general, mientras que Venom fue el tema más popular. Brennan dijo que los fanáticos de SymBrock existían antes de la película debido a la naturaleza de los cómics, pero el aumento en popularidad se debió sin duda a la representación de los personajes en la película, lo que, según ella, hizo que el diálogo de Venom fuera más "informal... en comparación con su forma de hablar" en los cómics, lo que hace que sea más accesible y más fácil convertir el simbionte en algo lindo". Brennan agregó que estos fanáticos consideraron que diálogos como "Soy Venom y tú eres mío" eran particularmente románticos, al igual que la idea de que Venom no fuera visto como un parásito sino como alguien que "eligió a Eddie Brock y tiene una conexión con él". Según Fandometrics, SymBrock siguió siendo el nombre de envío más popular en Tumblr durante las semanas que terminaron el 22 de octubre, 29 de octubre, 5 de noviembre, y 12 de noviembre, antes de caer al tercer lugar durante la semana que finalizó el 19 de noviembre. En su lista de los 100 principales nombres de ships de 2018, publicada el 28 de noviembre, Fandometrics incluyó a SymBrock en el decimocuarto lugar.
Cuando Sony comenzó a anunciar el estreno de la película en los medios domésticos presentándola como una comedia romántica centrada en la relación de Eddie y Venom,  Charles Pulliam-Moore de io9 dijo que era el tratamiento que la película merecía, y atribuyó el cambio de estrategia del estudio a la respuesta del público a la relación. Añadió que era raro que un estudio cinematográfico "superara una campaña publicitaria regular" ajustándose a "la reacción del público ante una película", y que creía que había tenido éxito. Michael Walsh de Nerdist estuvo de acuerdo con Pulliam-Moore, describiendo el movimiento como "adoptar plenamente 'SymBrock'" y calificándolo de "brillante". Walsh dijo que aunque el anuncio era claramente una parodia, también "se siente como una representación mucho más precisa de cómo era realmente la película de lo que el [marketing] inicial insinuaba", y destacó aún más la escena del beso.

### Reconocimientos
| Premio                                         | Fecha de la ceremonia | Categoría                                                           | Receptor(es)                                                                   | Resultado | Ref.    |
| ---------------------------------------------- | --------------------- | ------------------------------------------------------------------- | ------------------------------------------------------------------------------ | --------- | ------- |
| Los Angeles Online Film Critics Society Awards | 9 de enero de 2019    | Mejores efectos visuales o interpretación animada                   | Tom Hardy                                                                      | Nominado  | [ 181 ] |
| Premios Visual Effects Society                 | 5 de febrero de 2019  | Sobresalientes simulaciones de efectos en una función fotorrealista | Aharon Bourland, Jordan Walsh, Aleksandar Chalyovski, Federico Frassinelli     | Nominados | [ 182 ] |
| Taurus World Stunt Awards                      | 11 de mayo de 2019    | Mejor trabajo con un vehículo                                       | Jack Gill, Henry Kingi Sr., Jalil Jay Lynch, Denney Pierce, y Jimmy N. Roberts | Ganadores | [ 183 ] |
| Taurus World Stunt Awards                      | 11 de mayo de 2019    | Mejor truco especializado                                           | Joe Dryden y Jimmy N. Roberts                                                  | Nominados | [ 183 ] |
| Taurus World Stunt Awards                      | 11 de mayo de 2019    | Mejor Coordinador de Acrobacias y/o Director de 2ª Unidad           | Andy Gill, Jack Gill, Chris O'Hara, y Spiro Razatos                            | Nominados | [ 183 ] |
| Golden Trailer Awards                          | 29 de mayo de 2019    | Mejor anuncio televisivo de acción                                  | "Control" (Wild Card)                                                          | Nominado  | [ 184 ] |
| Golden Trailer Awards                          | 29 de mayo de 2019    | Mejor anuncio de voz en televisión                                  | "Control" (Wild Card)                                                          | Nominado  | [ 184 ] |
| Golden Trailer Awards                          | 29 de mayo de 2019    | Mejores «Wildposts»                                                 | "Wildposts" (LA/Lindeman Associates)                                           | Nominado  | [ 184 ] |
| MTV Movie & TV Awards                          | 17 de junio de 2019   | Mejor beso                                                          | Tom Hardy y Michelle Williams (Eddie Brock y Venom, Anne Weying)               | Nominados | [ 185 ] |

## Secuelas
El 1 de octubre de 2021 se estrenó una secuela, Venom: Let There Be Carnage. Hardy, Harrelson y Williams repitieron sus papeles en la película, mientras que Fleischer no regresó debido a sus compromisos de dirigir Zombieland: Double Tap (2019). Marcel fue contratado como guionista. Andy Serkis fue contratado para dirigir en agosto de 2019. Ese octubre, Fleischer dijo que estaba feliz de dejar que Serkis asumiera el control luego de la reacción crítica negativa que recibió Venom. Fleischer creía que los críticos habían sido injustos con la "película que agradó al público", posiblemente debido a prejuicios contra Sony y hacia las películas de superhéroes rivales de Marvel Studios. Venom: Let There Be Carnage se estrenó el 1 de octubre de 2021.
En diciembre de 2021, Pascal dijo que estaban en las "etapas de planificación" de Venom 3. Sony confirmó que la película estaba en desarrollo en CinemaCon en abril de 2022. En junio, Hardy reveló que Marcel estaba escribiendo el guion después de haber trabajado previamente en las películas anteriores de Venom, y que estaba coescribiendo la historia con ella. Ese octubre, Marcel estaba programada hacer su debut como directora con la película y también la produjo. Venom: The Last Dance se estrenó el 25 de octubre de 2024.